# MTV Dance
O MTV Dance foi um canal de televisão por assinatura de temática musical fundado a 27 de Março de 2014, pela Paramount Networks EMEAA.
O canal era muito semelhante ao sinal britânico.

## História
A MTV Dance começou a ser emitida em Portugal em 2008, substituindo a MTV Base. Antes da existência do canal, a ZON (atual NOS), tinha o sinal britânico dos canais MTV Music, MTV Rocks e MTV Dance até ao dia da fundação dos sinais europeus, excepto o MTV Music, pois em 2012, o sinal foi trocado para o sinal do canal MTV Music 24. O canal ficava na posição 142 e depois passou para a posição 153.
Em 1 de Outubro de 2017, MTV Dance terminou as suas emissões em Benelux.
Em 4 de Outubro de 2018, o canal foi removido da Numericable juntamente com o MTV Rocks e foram substituídos pelo lançamento da Comedy Central na França.
Em 2019, uns dias antes do canal sair da grelha de canais da NOS, apareceu uma mensagem a informar os clientes da saída do canal e mais alguns canais.
Em 2019, o canal desapareceu em Portugal pela NOS, juntamente com os canais MTV Music 24, MTV Rocks, VH1 Classic e Discovery Showcase HD e foram substituidos pelos canais SIC K, MTV Live HD e Eurosport 2 HD, o que gerou muitas reclamações pela NOS.
Em 2 de Maio de 2020, o canal foi excluído da grelha de canais da operadora Sky Italia.
O canal foi renomeado para Club MTV em 1 de Junho de 2020. A VIMN EMEA aplicou uma nova licença para o canal a 7 de Abril de 2020.

## Programação
- AM Rush
- Big Tunes!
- Club Bangers!
- Club MTV!
- Totally Club Classics
- Weekend Warm Up!
- Miami 2 Ibiza

## Canais irmãos
- MTV Europe
- MTV Hits
- MTV Live HD
- MTV Music
- MTV Rocks
- VH1 Europe
- VH1 Classic